# Rodhuish
Rodhuish – przysiółek w Anglii, w Somerset. Rodhuish jest wspomniana w Domesday Book (1086) jako Radehewis.